# Léon Walry
Pour les articles homonymes, voir Walry.
Léon Walry (Opprebais, le 24 mai 1946) est un homme politique belge, membre du Parti socialiste.
Titulaire d'un régendat littéraire, il enseignait à l'Institut technique de l'État à Namur (1974-1985).

## Carrière politique
- Conseiller communal d'Opprebais (1971-1976)
  - Echevin (1971-1976)
- Conseiller communal d'Incourt (1977-)
- Premier Echevin  (1977-1986)
  - Bourgmestre (1986-2024)
- Membre de la Chambre des Représentants (1985-1995)
  - membre du Conseil régional wallon
- Député wallon et de la Communauté française (1995-2014)